# Laura Sogar
Laura Sogar, née le 27 avril 1991 à Dallas, est une nageuse américaine, spécialiste de brasse.

## Carrière
Lors des Championnats du monde en petit bassin 2012, sa première compétition internationale, elle a remporté la médaille d'argent au 200 m brasse, devancée seulement par Rikke Møller Pedersen.

## Palmarès
- Championnats du monde en petit bassin 2012 à Istanbul (Turquie) :
  -  Médaille d'argent du 200 m brasse
  -  Médaille de bronze du relais 4 x 100 m quatre nages[1]